# Ankylozaury
Ankylozaury (Ankylosauria – „sztywne jaszczury”) – grupa roślinożernych dinozaurów ptasiomiednicznych z podrzędu tyreoforów. Żyły od późnej jury do końca kredy niemal na całym świecie. Charakteryzował je potężny pancerz kostny na grzbiecie (u niektórych gatunków zaopatrzony dodatkowo w kolce), który stanowił ochronę przed drapieżnikami (dlatego ankylozaury określa się mianem „dinozaurów pancernych”).
Według definicji filogenetycznej przedstawionej w 1997 roku przez Kennetha Carpentera klad Ankylosauria obejmuje wszystkie tyreofory bliżej spokrewnione z ankylozaurem niż ze stegozaurem. Do Ankylosauria należą rodziny Nodosauridae i Ankylosauridae. Druga z nich obejmuje podrodziny Ankylosaurinae i Polacanthinae (przez niektórych naukowców, zwłaszcza Carpentera podnoszone do rangi odrębnych rodzin).
Kladogram ankylozaurów według Carpentera (2001)
|  | Nodosauridae                                                     |
|  |                                                                  |
|  | \| \| Ankylosauridae \| \| \| \| \| \| Polacanthidae \| \| \| \| |
|  |                                                                  |
|  | Ankylosauridae                                                   |
|  |                                                                  |
|  | Polacanthidae                                                    |
|  |                                                                  |

|  | Ankylosauridae |
|  |                |
|  | Polacanthidae  |
|  |                |

|  | Nodosauridae                                                     |
|  |                                                                  |
|  | \| \| Ankylosauridae \| \| \| \| \| \| Polacanthidae \| \| \| \| |
|  |                                                                  |
|  | Ankylosauridae                                                   |
|  |                                                                  |
|  | Polacanthidae                                                    |
|  |                                                                  |

|  | Ankylosauridae |
|  |                |
|  | Polacanthidae  |
|  |                |